# Quadro de medalhas dos Jogos Olímpicos de Inverno de 1952
Este é o quadro de medalhas dos Jogos Olímpicos de Inverno de 1952, realizados em Oslo, Noruega. O ordenamento é feito pelo número de medalhas de ouro, estando as medalhas de prata e bronze como critérios de desempate em caso de países com o mesmo número de ouros. Se, após esse critério, os países continuarem empatados, posicionamento igual é dado e eles são listados alfabeticamente. Este é o sistema utilizado pelo Comitê Olímpico Internacional.
| Ordem | País               | Medalha de ouro | Medalha de prata | Medalha de bronze |    |
| ----- | ------------------ | --------------- | ---------------- | ----------------- | -- |
| 1     | NOR Noruega        | 7               | 3                | 6                 | 16 |
| 2     | USA Estados Unidos | 4               | 6                | 1                 | 11 |
| 3     | FIN Finlândia      | 3               | 4                | 2                 | 9  |
| 4     | GER Alemanha       | 3               | 2                | 2                 | 7  |
| 5     | AUT Áustria        | 2               | 4                | 2                 | 8  |
| 6     | CAN Canadá         | 1               |                  | 1                 | 2  |
| 6     | ITA Itália         | 1               |                  | 1                 | 2  |
| 8     | GBR Grã-Bretanha   | 1               |                  |                   | 1  |
| 9     | NED Países Baixos  |                 | 3                |                   | 3  |
| 10    | SWE Suécia         |                 |                  | 4                 | 4  |
| 11    | SUI Suíça          |                 |                  | 2                 | 2  |
| 12    | FRA França         |                 |                  | 1                 | 1  |
| 12    | HUN Hungria        |                 |                  | 1                 | 1  |
| TOTAL | TOTAL              | 22              | 22               | 23                | 67 |

## Referência
- Quadro de medalhas - Oslo 1952, página do Comitê Olímpico Internacional